# Municipio de McDonaldsville
El municipio de McDonaldsville (en inglés: McDonaldsville Township) es un municipio ubicado en el condado de Norman en el estado estadounidense de Minnesota. En el año 2010 tenía una población de 175 habitantes y una densidad poblacional de 1,95 personas por km².

## Geografía
El municipio de McDonaldsville se encuentra ubicado en las coordenadas 47°16′41″N 96°29′33″O / 47.27806, -96.49250. Según la Oficina del Censo de los Estados Unidos, el municipio tiene una superficie total de 89.97 km², de la cual 89,08 km² corresponden a tierra firme y (0,98 %) 0,89 km² es agua.

## Demografía
Según el censo de 2010, había 175 personas residiendo en el municipio de McDonaldsville. La densidad de población era de 1,95 hab./km². De los 175 habitantes, el municipio de McDonaldsville estaba compuesto por el 92 % blancos, el 2,29 % eran amerindios, el 1,71 % eran asiáticos, el 2,86 % eran de otras razas y el 1,14 % eran de una mezcla de razas. Del total de la población el 4 % eran hispanos o latinos de cualquier raza.